# Ofelias blomster
|  | Denne artikel er oprettet af botten PalnaBot ud fra en ekstern database. Den kan derfor have sproglige fejl eller mangler. Denne skabelon kan fjernes efter kontrol af indholdet. |

Ofelias blomster er en eksperimentalfilm fra 1968 instrueret af Jørgen Leth efter manuskript af Jørgen Leth, Ole John.

## Handling
Instruktøren om sin film: En kortfilm om det nordiske forår som åndelig tilstand. Ofelia samler sine blomster og sin bristede verden i en buket mærkelige og skønne drømmesyner. Foråret står i flor omkring hendes ulægelige sorg, foråret som tilstand i sindet. Billederne i hendes drømmeklarhed får virkeligheden til at flyde. Dette er - siger jeg - indholdet af Ofelias berømte blomstermonolog, også kendt som vanvidsscenen. Og det er det stof, som interpreteres i denne film.